# زند زبرین
زَند زِبَرین یا رادیوس (به انگلیسی: Radius) استخوانی است بلند در سمت خارجی ساعد که موازی زند زیرین (اولنا) بوده و مچ دست را به آرنج متصل می‌نماید.
زند زبرین به منظور ایجاد حرکت، حول محور استخوان زند زیرین، در مفاصل زندزبرین‌زیرین (رادیواولنار) نزدیک (پروگزیمال) و دور (دیستال) می‌چرخد.
این استخوان در بالا با کاپیتلوم استخوان بازو و در دیستال با استخوان‌های زند زیرین و استخوان‌های مچ دست (استخوان هلالی و ناوی) مفصل می‌شود. همان‌طور که زند زیرین در ساختن آرنج نقش مهم‌تری بازی می‌کند به همان‌ترتیب زند زبرین در تشکیل استخوان مچ دست نقش مهم‌تری دارد.

## توصیف
این استخوان دو انتهای پروگزیمال و دیستال و یک تنه دارد. انتهای فوقانی به سر موسوم است و سطح فوقانی آن یک فرورفتگی به نام جام زند زبرین دارد. جام زند زبرین با لقمه استخوان بازو مفصل می‌شود. سر استخوان استوانه‌ای شکل است. قسمت داخلی سر با دیگر استخوان ساعد مفصل می‌گردد. گردن قسمتی است که زیر سر قرار دارد. یک برجستگی به نام برجستگی زند زبرینی در طرف داخلی استخوان، زیر گردن قرار دارد.
انتهای تحتانی زند زبرین با دو سطح مفصلی که توسط ستیغی از هم جدا می‌شوند به استخوان‌های مچ دست ارتباط پیدا می‌کنند. انتهای تحتانی همچنین یک برآمدگی مشخص به نام زائده نیزه‌ای و یک سطح مفصلی به نام بریدگی زند زیرینی دارد. تنه استخوان زند زبرین تقریباً سه گوش بوده و دارای یک خمیدگی نیز هست.

## مفصل شدن
زند زبرین در چهار ناحیه مفصل می‌شود:
مفصل آرنج: بخشی از این مفصل به وسیله متصل شدن سر زند زبرین و کاپیتولوم استخوان بازو تشکیل می‌شود.
مفصل رادیواولنار پروگزیمال: مفصلی بین سر زند زبرین و بریدگی رادیال استخوان زند زیرین
مفصل مچ: مفصلی بین انتهای دیستال زند زبرین و استخوان‌های مچ دست
مفصل رادیواولنار دیستال: مفصلی بین بریدگی اولنار استخوان زند زبرین و سر استخوان زند زیرین

## جنبه‌های بالینی
شکستگی انتهای زند زبرین یکی از شایع‌ترین شکستگی‌های استخوان‌های بدن است.

## نگارخانه

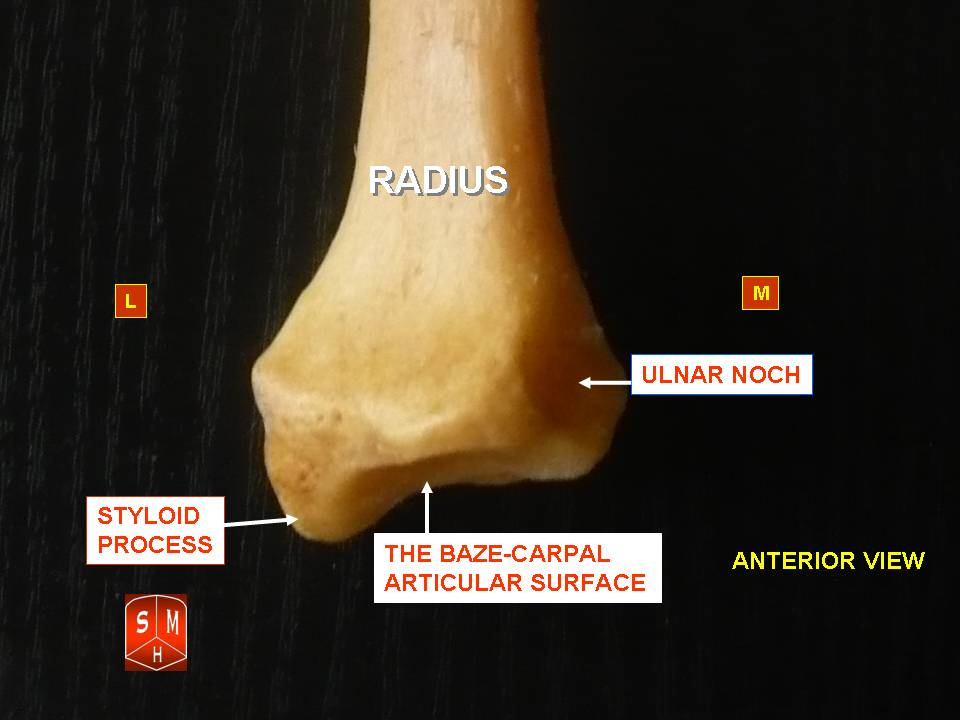
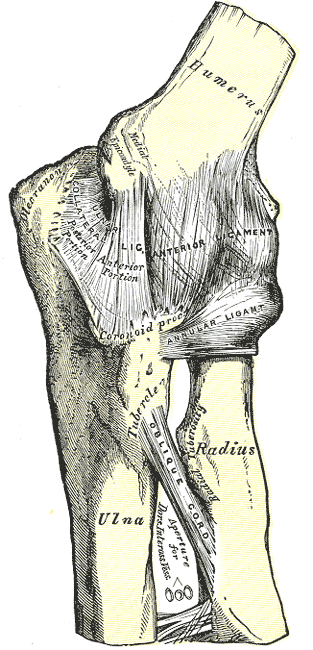
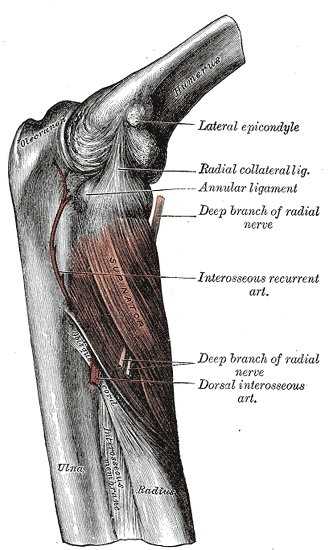
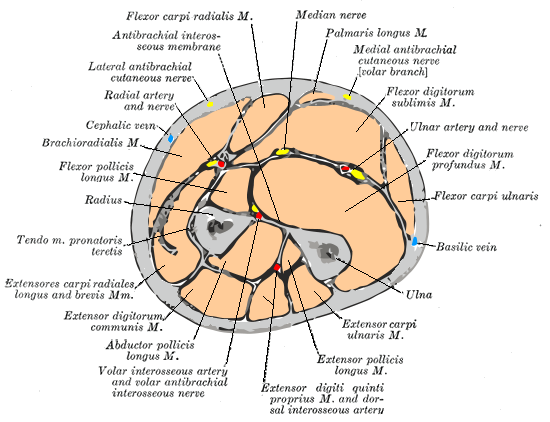
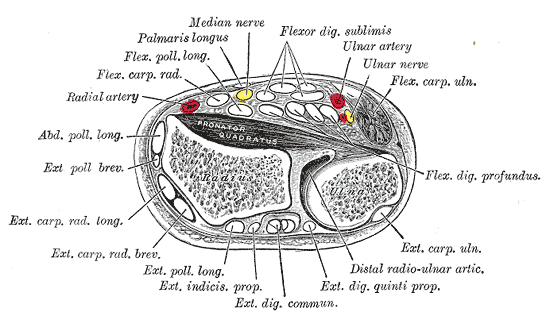